# 留学
留学（りゅうがく、るがく、英: study abroad）とは、自国以外の国に在留（ホームステイ等）して学術・技芸を学ぶことをいう。
3か月以内を短期留学（たんきりゅうがく、英: short-term study abroad）、それ以上を長期留学（ちょうきりゅうがく、英: long-term study abroad）と言う。
広義には自国内の遠隔地に生活拠点を移して学術・技芸を学ぶこと（国内留学）を含める場合もある。
留学している人を「留学生（りゅうがくせい、るがくしょう、英: international student）」という。
上位概念として「遊学」があり、国内外の留学を意味する言葉があるが上記の通り留学や国内留学という言葉が使われている（ここでの「遊」という意味は「本拠とする場所から離れる」という意味。）。
留学の目的は様々であるが、特に一般的なのは外国語を学ぶための留学（すなわち「語学留学（ごがくりゅうがく、英: language study abroad）」）である。

## 概説

### 近代化と留学
近代における留学は、欧米では依然として以上のような人格完成を意味していたのに対して、かつての日本など近代化を目指す国にとっては、国を代表して先進の文明を学んでくるといった気負いが加わり、現在の留学のニュアンスにもその名残りが感じられる。これらの留学生は、自国に戻ってから政治・経済の近代化に大きく貢献した。とりわけインド、ベトナム、カンボジア等の旧植民地諸国では、宗主国への留学生が中心となって行われた。
一般に、国が発展途上段階にあり、留学先の国との近代化の程度のギャップが大きい場合ほど、留学によって得た知識が生きる可能性が大きいといえるが、留学先が自国に比して顕著に先進的な国である場合には、留学費用などの点で、官費留学や社費留学などのシステムが整備されていないケースには留学が難しくなる。また、自国が発展途上の段階にある場合には、そもそも出国や留学先の入国に法律上・事実上の制限があったり、外貨持ち出しの制限など経済的な制約が強い場合が多い。しかしそれでも一部の国では、学費が無料であったり、あるいは留学生に援助金を出したりするところもあるため、発展途上国から留学する学生も多い。

### グローバル化と留学
そして、グローバル化が進むなかで、先進国から途上国への留学もみられるようになり、今日の留学は相互交通的、多元的な時代に入っている。文化や制度や習慣・常識は国によって大きく違うことから、留学する際には事前調査と計画をしっかり立て、カルチャーショックなどにも備えておく必要があるとされるが、また、逆にそうしたことから自国の文化や制度、価値観や常識を見つめなおすことができるのも留学の利点とされ、近代化の枠組みを超えた、外国語の習得や様々な人脈の形成、自己啓発、自己鍛錬などを動機とした留学が後進国でも増えている。語学留学の場合、アメリカ、イギリスを中心にした英語留学（その他の国にカナダ、フィリピン、アイルランド、ニュージーランド、オーストラリア、フィジーなど）や、フランスでのフランス語習得、ドイツでのドイツ語習得、中国、台湾での中国語習得などを目的としたものが一般的となっている。

### 国内留学
国内留学については、都市部の学生が国内の地方に留学し通常の教育のほかに自然体験などを行う山村留学や、官庁や学校などの教職員が現職のまま国内の他の大学や研究機関に派遣される内地留学が行なわれている。

## 留学の制度

### 交換留学
- 高校生の生活体験留学
  - アユサ
  - AFS
  - YFU
  - 自治体 - 姉妹都市協定を結んでいる都市間で行われる生活体験留学
  - ロータリークラブ - 各国のロータリークラブ間の協定に基づき行われる生活体験留学
- 大学間協定に基づく
  - 交換留学
- 機関間協定に基づく
  - 交換留学

### 私費留学
自己負担による留学。官費留学に対応する概念として存在するが、企業の従業員が企業の費用負担で派遣される留学に対比して、自らの出費にて留学する場合の概念としても用いられる。

### 官費留学
国が費用を負担する留学。若手官僚等を将来、国の役に立つ人材として育成するために行う。日本では1966年から行政官長期在外研究員制度（入省8年未満の若手官僚を2年間海外留学させる制度）によって毎年三百数十人が留学している。ただ、留学終了後に所属機関を辞め転職したり、母国へ帰らずそのまま現地に居座ることが問題になることがある。日本では2006年に留学から一定期間を経ずに本人の責任によって退職する場合は留学費用の返済を義務づける国家公務員の留学費用の償還に関する法律が制定された。

### 公費留学
内外の財団等による留学。大学在学中に留学できるものや、ロータリークラブなど大学卒業後に留学できる制度もある。留学終了後の進路は自由。

### 社内留学
企業が費用を負担して従業員を派遣する留学。官費留学と同様、転職などの問題がある。

### 外国政府等奨学金留学
各国大使館を通して応募する留学。留学先大学、専攻など、選考後も折衝が必要。

## 日本からの留学
島国である日本では、留学の歴史は古く、古来から新知識、新技術は海を越えて大陸への留学によって持ち帰られたものだった。

### 古代

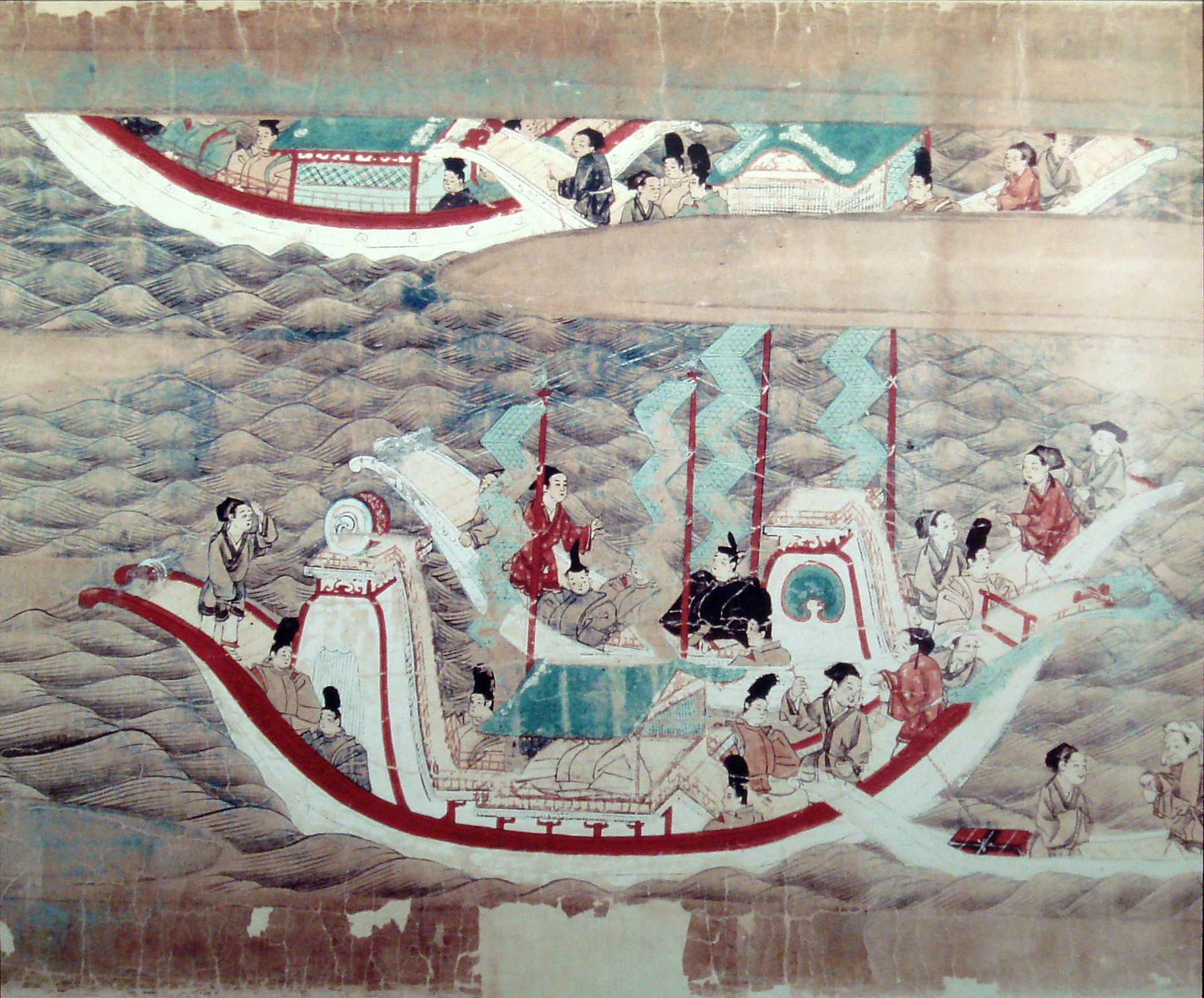
遣唐使船

古代の日本において、稲作、金属器、文字、仏教などは主に中国大陸・朝鮮半島からの渡来人によって伝えられたものであったが、6世紀末頃からは、大和王権による中国への留学生の積極的な派遣が始まり、新知識、新技術の吸収が本格的に行なわれるようになった。記録に残されている最初の留学生は、588年に百済へ派遣された善信尼ら5人の若い尼で、受戒の法を学び590年に帰国している。
この頃の日本には、造船や操船の技術が未発達で、留学はまさに命を賭しての一大事業であった。奈良時代以降の遣唐使、遣隋使に付き従った学生、学問僧はまさにそれで、目的地にたどり着けない者、異国で学業を身につけたものの、終生帰国できなかった者も少なくない。遣隋使に付き従った高向玄理、南淵請安らは、20〜30年にわたって中国で生活し、帰国後は律令国家の建設において大きな役割を果たした。また、遣唐使が派遣されるまでは新羅に渡る僧も少なくなかった。遣唐使とともに派遣された著名な学生、僧としては、道昭、吉備真備、阿倍仲麻呂らがいる。なお、「留学生（るがくしょう）」という言葉が生まれたのもこの頃である。
平安時代に入ると、請益の制度による短期間の留学が主流になり、遣唐使とともに帰国するケースが増えた。最澄と空海は、天台と密教を学び、最後の遣唐使には、円仁が同行した。この頃の留学の費用は日本の朝廷から支給され、中国での生活費は中国側から支給されるのが一般的であった。9世紀半ばの遣唐使断絶後は、円珍など、商船に乗って唐に渡る僧が見られるようになった。

### 中世から近世
12世紀に入ると、大陸・南宋との交流が盛んになり、大陸仏教への関心も高まり、重源、栄西、覚阿ら各派の僧が相次いで南宋に留学した。とりわけ栄西による帰国後の新宗教活動は国内の僧に大きな影響を与え、その後、道元や覚心らの積極的な留学を呼ぶこととなった。
元寇後は大陸との関係が途絶するが、14世紀初頭から、私的留学を行う僧らの渡航が活発化し、明代にかけて留学僧の往来の最盛期をむかえる。雪村友梅ら長期にわたって禅を学ぶ者が多かった。しかし、室町時代に入ると倭寇対策のため日明貿易以外では中国への渡航が禁止される。その後、戦国・安土桃山時代の天正遣欧使節、朱印船貿易、江戸時代の鎖国体制においても、事情は変わらなかったが、異国への窓口であった長崎（出島）への国内留学によって、細々とではあったが海外からの文化が国内に入っていた。江戸時代後期には、輸入された学問や科学が蘭学として徐々に広まっていった。

### 近代

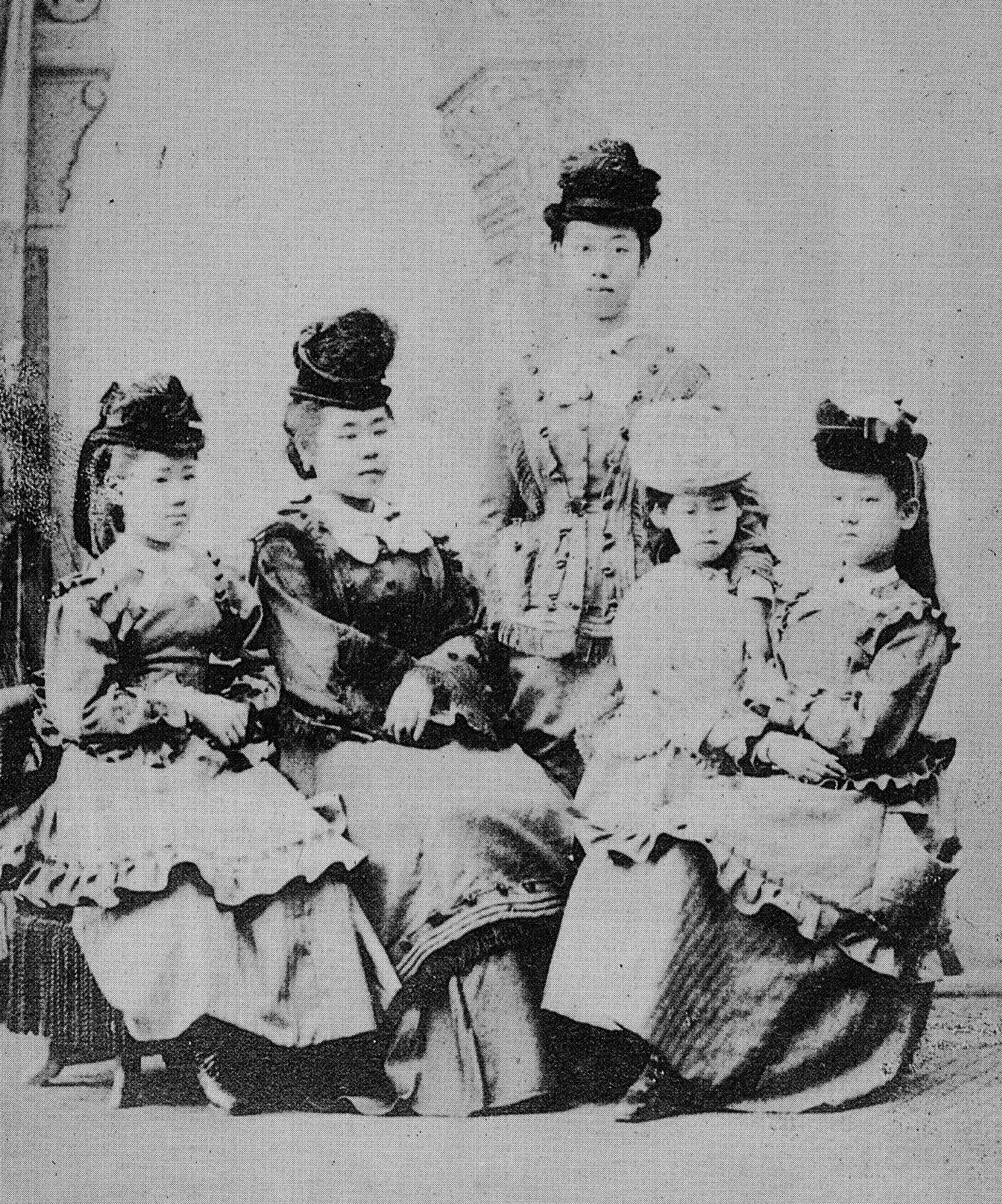
岩倉使節団に随行した女子留学生：左から永井繁子、上田悌子、吉益亮子、津田梅子、山川捨松。

近代日本における外国への留学は幕末に始まり、1862年に江戸幕府が初めてオランダへ留学生を送り、次いでヨーロッパの諸国へも派遣している。また、長州や薩摩などの諸藩も相競いあうようにして、英国（イギリスの日本人学生参照）やフランス、アメリカなどの各国へ若者たちを派遣した。1866年には留学のための外国渡航が幕府によって許可されるに至り、これら幕末期の留学生は約150人に達した。
明治時代に入ると、明治政府は近代化、欧米化を目指して富国強兵、殖産興業を掲げ、このなかで外国留学が重要な国策の一つとなった。明治4年9月までの留学生は、英国107人、米国98人を筆頭に、281人を数えた。岩倉使節団の派遣では留学生が随行し、司法制度や行政制度、教育、文化、土木建築技術などが輸入され、海外から招聘した教授や技術者（お雇い外国人）によって紹介、普及されていった。
それだけではなく、明治期以降、海外の優れた制度を輸入することや、海外の先進的な事例の調査、かつまた国際的な人脈形成、さらには国際的に通用する人材育成を目的として、官費留学が制度化された(貢進生参照)。無論、ある程度の財力を持つ人々やパトロンを得た者のなかには、私費留学によって海外での研鑽を選ぶ場合もみられた。明治年間のこうした官私費留学生は全体で約2万4,700人に達するとされ、また1875-1940年の間の文部省による官費留学生、在外研究員は合計で約3,200人を数える。
この間の著名な留学経験者として、伊藤博文、井上馨、桂太郎、津田梅子、大山捨松、森鷗外、夏目漱石、中江兆民、小村壽太郎、東郷平八郎、高橋是清、三浦守治、高橋順太郎、湯川秀樹、朝永振一郎らがいる。
- 1862年オランダ留学生 - 榎本武揚、赤松大三郎、沢太郎左衛門、西周、津田真道、林研海、伊東玄伯など
- 1863年長州藩イギリス留学生 - 井上聞多、野村弥吉、伊藤俊輔、山尾庸三、遠藤謹助など
- 1865年薩摩藩イギリス留学生（薩摩藩第一次英国留学生） - 森有礼、鮫島尚信、吉田清成など
- 1865年ロシア留学生 - 山内作左衛門、市川文吉、緒方城次郎、大築彦五郎、小沢清次郎、田中二郎など
- 1866年薩摩藩米国留学生（薩摩藩第二次米国留学生） - 仁礼景範、湯地定基、吉原重俊など
- 1866年イギリス留学生 - 外山正一、箕作奎吾、箕作大六、林薫など
- 1867年フランス留学生 - 徳川昭武など
- 1868年フランス留学生 - 小出涌之助、伊東栄之助など
- 1871年岩倉使節団随行留学生 - 岩倉使節団#留学生参照
- 1872年京都府派遣フランス留学生 - 佐倉常吉、井上伊兵衛、吉田忠七（織物技術習得および機械購入）

### 第二次世界大戦後
第二次世界大戦後は、留学先は英語圏とくにアメリカ合衆国に集中した。フルブライト奨学金制度による学術留学及び研修留学や、ロータリークラブによる海外生活体験を目的とした留学、大企業による社費留学が制度化され、多くの人が海外へ行けるようになった。その目的は、海外の人々との交流であったり、学術研究レベルや行政、経営能力を引き上げることにあった。また、当然のことであるが、国際人として通用する人材を育成するために国として制度化した部分もある。サンケイスカラシップと仏語のコンクール・ド・フランセなどの公費留学も行なわれた。

### 現在
1985年プラザ合意以後の急激な円高傾向を受け、海外旅行ブームとなる中、その目的や動機は多様化の一途をたどった。これまで、日本の高等教育で扱いが薄かった経営学や金融工学を学ぶため、ハーバード大学等有名大学のビジネススクールでMBAや研究機関で博士号の取得を目的とした学術的なものから、語学留学、海外での生活体験を目的としたワーキングホリデー、能力や学歴の向上のみを目的としたもの、そのほか語学等の資格の取得を目的とするものなどが増えた。ただし、多元的な国際交流の時代に入ったとはいえ依然として英語圏への留学が主流をなし、さらに平成期以降オセアニアやカナダに人気が集中してアメリカ留学は減少していった。また、パリ症候群など現地社会に対する適応障害を訴えるケースも見られるようになった。
民間財団や日本学術振興会の海外特別研究員の制度によって留学助成が行なわれているものの、その門戸は狭く、今日の留学のほとんどは私費によるものである。留学市場の拡大と、各国の入国審査基準の複雑化によって、留学エージェントが数多く参入し、より安価で安全な留学やホームステイが可能となったが、同時に悪質な留学エージェントによるトラブルも起きている。他方で、官費留学については、バブル期以降に留学した公務員が留学終了後、わずか数年で転職するケースが問題となり、2006年6月、国家公務員が国費留学の後、5年以内に退職した場合、費用返還を義務付ける留学費用償還法が施行された。
また、2001年の法改正により、国民健康保険に入っていれば、日本国外での保険対象内の医療費についても後で差額を請求することができるようになった。ただし、一旦は全額を自己負担する必要がある上、日本国内における医療費の値段が基準になる。また、一年以上の長期留学の場合は国民健康保険から脱退しなければならない。
現代の日本人留学生は女子が圧倒的に多い。文部科学省のトビタテ!留学JAPANで、留学生が現地の日本人から性暴力を受ける事案が繰り返し発生するなど、留学生が性暴力、セクハラなどを受けることが多い。そのため、2020年に被害者が集まりウェブサイトを立ち上げるなど、啓発活動を行っている。また、2021年には伯井美徳文部科学省高等教育局長が対応を検討することを表明した。

## 日本への留学

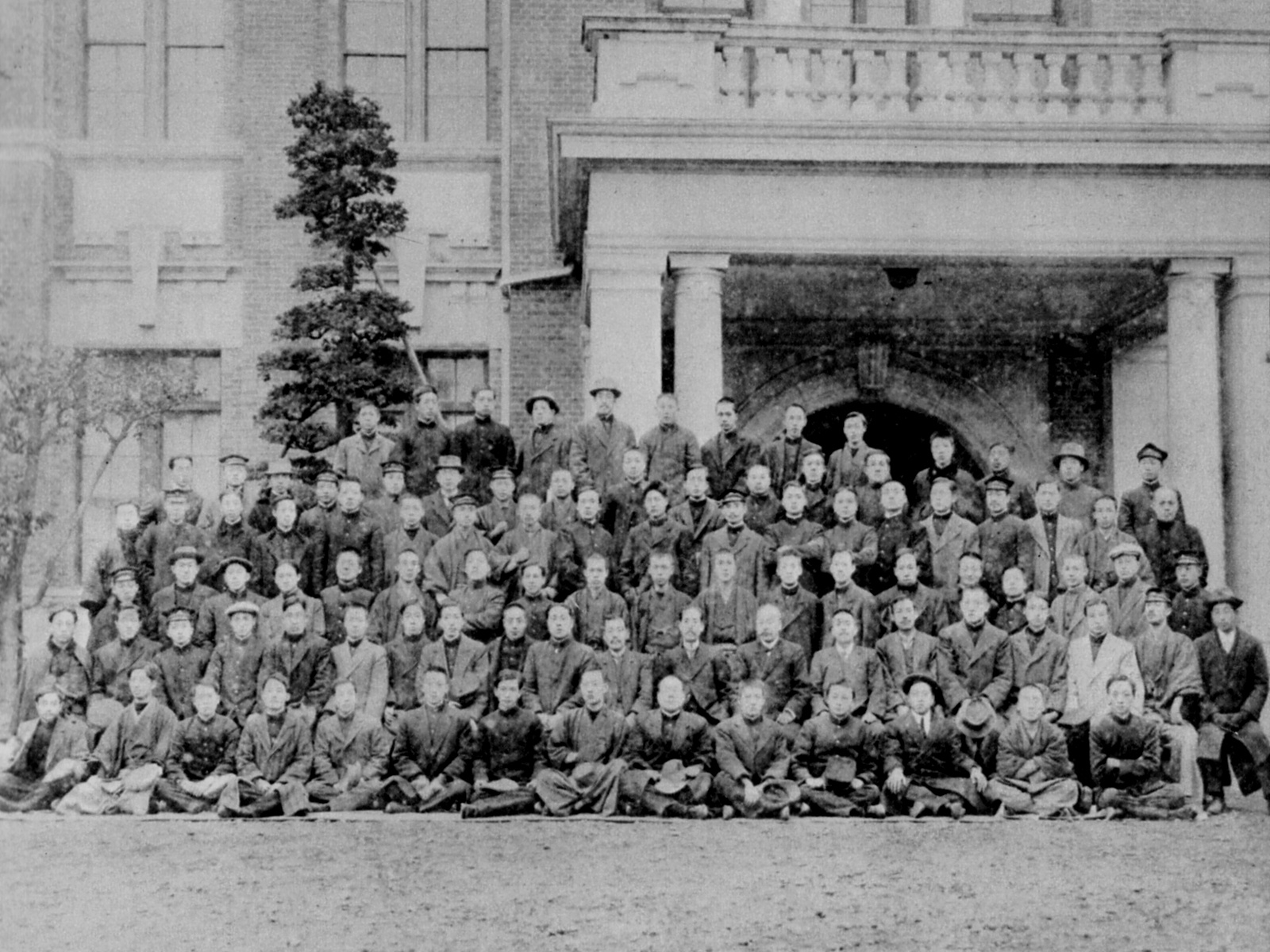
明治大学の中国人留学生（大正初期）

### 近代〜第二次世界大戦
外国からの日本への留学生の受入れは、1883年に朝鮮からの留学生40余名を慶應義塾が受け入れた頃に始まる。日清戦争以降は主に中国からの留学生が増加し、日露戦争後の1906年頃には全体で1万人に達した。早稲田大学などでは清国留学生部という中国人留学生専用の学部があった。日中戦争が始まると、中国からの留学生はほとんど帰国したが、植民地からの留学生招致や南方特別留学生制度による指導者育成など国策的な留学制度は続けられた。

### 第二次世界大戦後
戦後、国際復帰を果たした日本は、国際親善、国際貢献の一環として、発展途上国への教育協力を目的として、1952年にインドネシア政府からの派遣留学生を受け入れ、さらに1954年には国費外国人留学生制度を発足させた。外国政府からの派遣の留学生は、その後、中国が1978年に開始、マレーシアが1984年に開始、さらにブラジル、タイ、シンガポールなどが続いた。
また、来日した留学生に対しては、日本国際教育協会が1977年に設立され、1934年に発足した国際学友会などとともに、その支援・助成活動も活発に行なわれるようになった。

### 留学生10万人計画と留学生の急増（1983年〜）

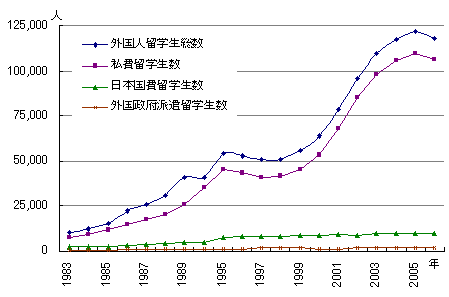
日本の外国人留学生数

1983年の中曽根内閣による「21世紀への留学生政策に関する提言」、翌年6月の「21世紀への留学生政策の展開について」のなかでの、いわゆる「留学生10万人計画」の提言を受けて、その実現に向けた政策が採られるようになり、1990年代後半には一時停滞したものの、主にアジア諸国から日本への留学生が急増し続けている（2006年の数値を国籍別にみると、中国が74,292人(63.0%)、韓国が15,974人(13.5%)であり、以上の2か国で全体の80%近くを占める）。2006年の外国人留学生の総数は117,927名で、日本政府から奨学金が支給されているのは、約10%の9,869名である。したがって、ほとんどが私費留学生である。
私費留学生のほとんど（84.4%）はアルバイトに従事しており、その職種は、「飲食業」(55.0%)が最も多く、以下、「営業・販売」(16.5%)、「語学教師」(8.9%)と続く。こうしたなかで、留学生全体で学業成績など質の低下が見られること、留学目的である学位を取得できない者の存在、本来就労目的でありながら、留学を隠れ蓑にした入国、不法滞在などの問題点も指摘されている。2003年末には、旧酒田短期大学の多数の外国人留学生がアルバイトのために首都圏に移り住み、（違法である）風俗産業に従事していたケースが報道されて以来、留学生に対する社会的懸念が高まっている。2007年6月には風俗店を経営していた立命館大学の中国人女子留学生が入管難民法違反（不法就労助長）の容疑で逮捕された。2007年1月現在の不法残留者総数は170,839人であったのに対し、「留学」の在留資格から不法残留者となった者の数は7,448人（構成比4.4%）に達している。

#### 就労目的の外国人留学生（不法残留者）への規制
外国人留学生による不法就労問題には、規制がある。就労目的の外国人が留学生に偽装することを防ぐため、「在籍管理」が徹底できない「二部（夜間部）」には、外国人留学を認めないとする規制である。これは、出入国管理及び難民認定法に基づく法務省令に「専ら夜間通学」する教育課程に在籍する者には、「留学」の在留資格の取得・更新を認めないと規定されていることによる。
このように、「専ら夜間通学」する「二部（夜間部）」の学生に対しては、就労目的の者が留学生に偽装できないよう、「留学」の在留資格が与えられないなど厳しい規制が設けられており、文部科学省は、外国人留学生の「在籍管理」を徹底し、規制を遵守するよう各大学へ指導を行っている。現に、日本で最も多くの留学生を受け入れてきた早稲田大学でさえ、二部（夜間部）の第2文学部だけは、留学生の受入が禁じられてきた。

### 留学生30万人計画（2008年以降）
先進諸外国の外国人留学生数を見てみると、アメリカ合衆国が約56万人（2005年）、英国が約36万人（2005年）、ドイツが約25万人（2005年）、フランスが約27万人（2006年）と、日本を大幅に上回っていることから、文部科学省などは、留学生数のさらなる拡大と支援のために「留学生30万人計画」を打ち出し、2008年7月にその骨子を策定した。同骨子によれば、「日本留学への関心を呼び起こす動機づけや情報提供から、入試・入学・入国の入り口の改善、大学等の教育機関や社会における受入れ体制の整備、卒業・修了後の就職支援等に至る幅広い施策」を行なうことで、2020年までに留学生受け入れ数を30万人にまで増やすことを目標としている。
この計画を実現するため文科省は、2009年に「海外の学生」が「留学しやすい環境」への取組みを行う拠点大学を選定し、これに財政支援を行う『国際化拠点整備事業（グローバル30）』を実施すると発表。審査で選ばれた、東京大学・京都大学・早稲田大学・慶應義塾大学などへ、年間2~4億円程度を5年間交付し支援を行うことになった。
しかし、当初から留学生はアジア特に中国に偏ることが予想されていた。谷岡郁子参議院議員（当時）は、「隣の子の学費を出して自分の子の学費を出さないということに等しいことが行われている」として、国内の学生を軽視する姿勢を批判した。その後2010年代後半には30万人を達成したものの、その実態はアジア人学生に偏っていたほか、出稼ぎ目的の留学生の不法滞在・失踪、悪質な留学ビジネス業者の跋扈を招くことになり、2021年にはウィシュマさん死亡事件が起きた。またネット世論の排外主義を惹起した側面が指摘されている。
2022年3月3日、岸田文雄首相は、記者会見で、「新型コロナにより、この2年間、15万人の留学生が来日を心待ちにしている状況です。我が国の宝とも言える留学生が、国民の安心を保ちつつ円滑に入国できるよう、「留学生円滑入国スキーム」を設け、ビジネス客が比較的少ない平日を中心に、空席を活用して、優先的に入国できるよう支援をいたします」と述べた。2023年3月17日、岸田文雄首相は、議長を務める教育未来創造会議で、従来の留学生30万人計画に代わり、2033年までに外国人留学生の受け入れ数を40万人にする目標を掲げた。この「我が国の宝」の一文は保守派から批判を受けた。

## アメリカ合衆国における留学
アメリカ合衆国は、世界各国からの移民や留学生が非常に多い。中でも大学院においては過半数を留学生が占めることも珍しくはなく、特にインド、中国、韓国、台湾などアジアからの留学生が多い。かつては日本人も多かったが21世紀に入って激減している。学年度は9月頃からはじまるが、一年のうち複数の入学時期がある学科や大学も多い。しかし同時に、教育の質が高ければ高いほど学費も高額である傾向があり、俗に一流と呼ばれる大学では、年間の学費が日本円にして300万円を越えるところも多い（後述するように大学院では、分野によって状況が一変する）。
評価は厳しくなされるが、あらゆることにおいて交渉の余地があり、様々な例外が認められることが多いのも特徴である。複数の専攻課程を並行して取る人も珍しくなく、専攻や専門に囚われず様々な講義を取ることができるのもアメリカの大学の特色である。留年者や休学者、編入者や退学者は日本の大学に比べて多く（卒業率が5割以下の学科もある）、4年制大学であっても4年で卒業する人は全体として少ない傾向にある。
学生は、講義においては積極的に質問や議論をすることが求められ（先生が学生の理解度を推定するためにも重要であり、高度な内容の質問である必要はない）、それらは成績に直接反映される。大学院に進学する場合には学部の成績も選考時に影響し、さらには平均以上と評価される大学の場合、一定以上の良い成績を保っておかなければ退学になる制度が設けられているのが一般的で、入学者の半数以上が退学する大学もある。これらの理由から、講義をしばらく受けてみて、その講義を取るかどうか考える期間が与えられる（日本にはこの制度は無いため、英字成績表には「不可」は記載しない大学が多い）。この退学・評価制度は、高度な内容の講義を学生が積極的に取りたがらない傾向を生じさせたり、教養が身に付いている人とそうでない人との差を一層拡大するという負の一面もある。
ほかに日本にはあまりない北米大学の特色として、寮制のところがあることや、フラタニティが組織されていることなどが挙げられる。
留学の際に十分な英語力を示すためにTOEFLのスコアの提出がほとんどの大学・大学院で要求されるが、大学の内容についていくだけの英語力がないと判断された場合、大学附属の英語学校に通うことを要求もしくは推奨されることがある。そのような英語学校は一般に大学に附属してはいるものの、教育機関としては独立した学校であることが多く、仮にその英語学校で要求される成績を出せたとしても、それだけで附属の大学に入学できるとは限らないので、入学要件をよく確認する必要がある。
大学や大学院の学位取得のための留学だけでなく、短期留学や語学留学、あるいはコミュニティ・カレッジへの留学も多い。また、留学エージェントなどの代行業者を利用する人もいる。住居については大学寮に入る人、ホームステイを利用する人、大学周辺のアパートを借りるなど様々である。
留学生向けの様々な種類の奨学金制度が存在する。アメリカにおいては「奨学金（Scholarship）」というと返済義務のないもののことを指し、返済義務のあるものは「貸付金（Loan）」と呼んで区別される。
アメリカ合衆国は夏時間を採用しているため（採用していない地域もある）、現地時間3月第2日曜日午前2時-11月第1日曜日午前2時の間は日本との時差がずれるので注意が必要。
州立大学の項でも述べられているように、カリフォルニア州立大学（California State University）とカリフォルニア大学（University of California）のように、同じ州内に違う名前の州立大学が、独立にいくつか存在する場合がある。

### 米国大学院留学
大学院の入学選考についてはアメリカ合衆国における入学試験#大学院入試を参照。
学位や奨学金、大学院での教育・試験についてはアメリカ合衆国の教育#大学院参照。
大学院・分野によって制度や評価・習慣が違う。また、留学生が非常に多い。アメリカ合衆国への留学生の総数は55万人以上で、そのうちおよそ半数が大学院留学生である。正規入学で留学を試みる場合でも、多くの国に試験会場があり、基本的には米国に入国せずに入学選考に必要な書類や試験成績のすべてを用意できることが多い。ただし、分野や大学院によっては対面面接を要求されることもある。
博士課程は、修士課程の後に設置されている場合と、修士課程と並列して設置されている場合とがあり（この場合、博士課程はいわゆる一貫性課程となっており、研究者を目指す人は学部卒後すぐに博士課程に入る）、どちらが一般的かも分野によって違う。米国は大学教育においては大学院が中心であり、大学院が設置されている大学は学部より大学院のほうが規模が大きいこともよくある。また、日本と比べて大学学部においては専門分野より教養に重点が置かれていることが多く、大学院から専攻を変える人も多い。
大学と同様に大学院の学費も日本と比べてかなり高額な場合が多いが、医学などを除く理系分野（自然科学系や工学系など）においては、ほぼすべての院生がTA（Teaching Assistant。学部学生の質問を受け付けたり、レポートの採点など講義の手伝いをする。ときには講義を任されることもある）やRA（Research Assistant。研究助手）をすることにより学費が全額免除になり、しかも十分な生活費が給付されるのが一般的である。また、多くの大学では院生には寮も完備されている。学生を教えるには英語力が少し足りないという場合にはGradingと呼ばれる、レポートの採点などのみを行う職位を設けている大学院もある。また、カナダと入学選考制度や試験が統一化されているため、カナダの大学院も選択肢として含める志願者も多い。

## オーストラリアにおける留学
アメリカ留学の次に英語圏留学先として多いのがオーストラリアである。オーストラリア留学は、近年留学生ビザでも働ける英語圏の唯一の国となったことで世界中からの留学生の数が急激に増えている。大学、大学院は世界大学ランキングにおいて日本の倍以上のランキングインも珍しくなく教育の水準が高い。中国、韓国、南米などからの留学生が多い半面、イギリスやアメリカの若者も仕事があり自国の倍以上の時給の貰えるオーストラリアを選ぶ傾向がある。特にイギリスとアイルランドからオーストラリアへのワーキングホリデーの数は年間5万人以上とイギリスで報道されている。アメリカ人がオーストラリアの大学に留学する人数も日本人留学生よりも人気が高い。
学年度は2月頃からはじまるが、一年のうち3回の入学時期がある大学も多く入学も卒業もフレキシブルな点も人気を集めている要因である。

### オーストラリア大学システム
日本ではあまりなじみのない一般教養のない大学システムでイギリスと同じなので、1年時から専門の勉強が始まる無駄のないシステムと言える。3年間で卒業が可能なので例えば1年間英語を勉強してIELTS（アイエルツ）を取得してから大学に入学した場合でも日本の大学生と同じもしくはそれよりも早く大学を卒業することができる。またダブルメジャーという専攻科目を2つ同時に勉強し卒業することもできるので将来に強い。専攻科目以外でも様々な講義を取ることができるのもオーストラリアの大学の特色である。ギャップイヤーが定着しており、現地の生徒は入学前に1年間世界旅行に行ったり働いたりしてから入る学生もいれば飛び級で16歳で入学する者もいる。また日本と大きく違うのは大学の半分以上は18歳や19歳で入学するが、40〜50代や80代の学生も多く見られることである。勉強したい学生は年齢に関係なく誰でも受け入れているのも自由な風土が根付いている。
卒業後は、俗に言うグラデュエーションビザと言う、オーストラリアの大学卒業から3年間オーストラリアで働いてもよいというビザが発給される。好きな仕事や会社を選ぶことが可能なのでこの3年間のうちに現地企業からビジネスビザや永住ビザをもらうことも可能となっている。

### オーストラリア大学の入学基準
留学の際に十分な英語力を示すためにIELTSのスコアの提出がほとんどの大学・大学院で要求されるが、IELTSは大学附属や私立の英語学校に通うことで取得できるが、大学付属予では1年に一回の入学、採点に対して私立の英語学校は毎月入学ができて成績が良ければすぐに進学できるので、期間と費用を節約したいものは私立の語学学校が推奨される。英語学校に入るためには英語力は全く必要ないので誰でも留学ができるのも特徴。
大学や大学院の学位取得のための留学だけでなく、短期留学や専門学校、語学留学でも現地で仕事ができるのがオーストラリア唯一の特徴で、2011年7月から英国では学生ビザは大学生以外働けないと規程が変わったため、英国で働くことは難しい。

## 中華人民共和国における留学
2000年代の経済成長に伴い、中国から外国への留学生は増加している。年間平均は約2万5千人。

### 官費留学
中華人民共和国から外国への官費（国費）留学については、2007年9月より、
- 留学終了後に2年間国のために働くこと
- 違反した場合には、費用全額に加えて、費用の30%の違約金を払う

以上が留学生に義務づけられた。
その結果、留学生の帰国率は98%となった（国家留学基金管理委員会調べ）。

### 自費留学
中華人民共和国教育部の2009年3月発表によると、改革開放以来30年間における留学者数は自費・官費あわせて139万人であり、うち100万人が依然海外に留まっているといい、自費留学生の帰国率が低いことが明らかとなった。
留学経験者は「海亀」と呼ばれる。当初は語学力を武器に高額の給与を得ていたが、次第に語学力以外の能力も求められるようになった。そのため、就職難で就職できない者も出てきている。

### 中華人民共和国への留学
中国の経済発展に合わせ、アジアを中心として中国への留学生が増加している。日本でも留学先として人気が高く、留学者数はアメリカに次いで2番目に多い。

## ヨーロッパにおける留学
当然ながら国によって事情が異なるが、例えばフランスにおいては、医療や教育に関する費用が税金から賄われているため、病院や大学における医療費や学費が無料であり（ただし登録手数料などは支払う必要がある）、これは留学生にも適用される。ドイツも以前は大学の学費が無料であったが、近年、日本の学費と比べれば僅かな金額ではあるが有料化に踏み切った。教育体制が非常に優れていると評価されることも多いフィンランドでは大学・大学院共に学費が無料である。
大学の学費はイギリス圏内出身の学生であれば、年間で日本円にして一律20万円程度と決められているが、その他の国からの留学生の場合は、年間で約200万円程の高額な学費を払わなければならない（2008年現在）。ただし、2004年に学費の後払い制度の法案が成立し、2006年の秋から、大学の学費は大学卒業後に一定の所得水準を越えてから支払うことができるようになった。

### ドイツ
ドイツではアビトゥーア（名称は中等教育修了資格となるが、日本における高校卒業資格と同等の資格である）を持ってさえいれば原則としてどの大学でも無条件に入学することができる。そのためドイツでは、どこの大学を卒業したと言うのがそれほど価値を持たないため、特定の大学に学生が集中するようなことはほとんど起こっていないが、それでも極特定の大学の学科等に学生が集中した年には、入学者数を制限したり、成績で合否を決めたり、個別の入学試験を実施する場合もある。

### フランス
フランスでは統一入学資格試験をパスしてバカロレアさえ取れば、公立校であれば基本的に何処の大学でも入学することが出来、前述のように学費がほとんど無料である。ただし、フランスではグランゼコールと呼ばれる、大学とは別の教育機関の中の「名門校」のほうがその価値が高いと評価されることが多く、企業の経営陣や政府上層部のほとんどがグランゼコール出身者で占められている。グランゼコールの学生は国家公務員扱いとなり、給与が支給される。ただし、非常に狭き門となるグランゼコール入学選考のための準備をする、グランゼコール進学準備校と呼ばれる私立学校の学費は高額である。

## 途上国への留学
途上国への留学は数少ないものの、英語を公用語として話す途上国への留学事情は少しそれが異なる。語学学習に特化した形で、物価の安い途上国での語学留学というポジションで確立されつつある。

### フィジー
フィジー政府では、英語のみを公用語として認めており、自国語と英語を公用語2つを定める国々とは環境が違う。そのフィジーにおいて廃校舎を利用し、南太平洋特有のホスピタリティーを売りにした語学学校が近年拡大している。格安の生活費と学費など留学費用のため、年間1500名の留学生がフィジーに語学留学に向かうようになった。